# Gorka Santamaría
Gorka Santamaría Nos (Bilbao, 3 luglio 1995) è un calciatore spagnolo, attaccante dell'Unionistas.

## Carriera
Ha giocato nella seconda divisione spagnola.

## Statistiche

### Presenze e reti nei club
Statistiche aggiornate al 15 settembre 2022.
| Stagione               | Squadra                | Campionato             | Campionato | Campionato | Coppe nazionali | Coppe nazionali | Coppe nazionali | Coppe continentali | Coppe continentali | Coppe continentali | Altre coppe | Altre coppe | Altre coppe | Totale | Totale |
| Stagione               | Squadra                | Comp                   | Pres       | Reti       | Comp            | Pres            | Reti            | Comp               | Pres               | Reti               | Comp        | Pres        | Reti        | Pres   | Reti   |
| ---------------------- | ---------------------- | ---------------------- | ---------- | ---------- | --------------- | --------------- | --------------- | ------------------ | ------------------ | ------------------ | ----------- | ----------- | ----------- | ------ | ------ |
| 2014-2015              | Bilbao Athletic        | SDB                    | 40         | 18         |                 | -               | -               |                    | -                  | -                  |             | -           | -           | 40     | 18     |
| 2015-2016              | Bilbao Athletic        | SD                     | 34         | 7          |                 | -               | -               |                    | -                  | -                  |             | -           | -           | 34     | 7      |
| Totale Bilbao Athletic | Totale Bilbao Athletic | Totale Bilbao Athletic | 74         | 25         |                 | -               | -               |                    | -                  | -                  |             | -           | -           | 74     | 25     |
| 2016-2017              | Cadice                 | SD                     | 16         | 2          | CR              | 2               | 0               |                    | -                  | -                  |             | -           | -           | 18     | 2      |
| 2017-2018              | Recreativo Huelva      | SDB                    | 31         | 5          |                 | -               | -               |                    | -                  | -                  |             | -           | -           | 31     | 5      |
| 2018-2019              | Sporting Gijón B       | SDB                    | 35         | 10         |                 | -               | -               |                    | -                  | -                  |             | -           | -           | 35     | 10     |
| 2019-2020              | Badajoz                | SDB                    | 26         | 10         | CR              | 3               | 0               |                    | -                  | -                  |             | -           | -           | 29     | 10     |
| 2020-2021              | Badajoz                | SDB                    | 25         | 6          | CR              | 1               | 0               |                    | -                  | -                  |             | -           | -           | 26     | 6      |
| 2021-2022              | Badajoz                | PDR                    | 36         | 15         | CR              | 1               | 0               |                    | -                  | -                  |             | -           | -           | 37     | 15     |
| Totale Badajoz         | Totale Badajoz         | Totale Badajoz         | 87         | 31         |                 | 5               | 0               |                    | -                  | -                  |             | -           | -           | 92     | 31     |
| 2022-2023              | Deportivo La Coruña    | PF                     | 2          | 0          | CR              | 0               | 0               |                    | -                  | -                  |             | -           | -           | 2      | 0      |
| Totale carriera        | Totale carriera        | Totale carriera        | 245        | 73         |                 | 7               | 0               |                    | -                  | -                  |             | -           | -           | 252    | 73     |